# Wolodymyr Klytschko (Offizier)
Wolodymyr Rodionowytsch Klytschko (ukrainisch Володимир Родіонович Кличко, russisch Владимир Родионович Кличко, Wladimir Rodionowitsch Klitschko; * 24. April 1947 in Wilschana, Ukrainische SSR; † 13. Juli 2011 in Kiew, Ukraine) war ein sowjetischer und ukrainischer Offizier und Diplomat. Vitali und Wladimir Klitschko sind seine Söhne.

## Leben
Wolodymyr Rodionowytsch kam 1947 im Dorf Wilschana (ukrainisch Вільшана) in der Oblast Kiew zur Welt.
Die Familie seines Vaters Rodion Petrowytsch Klytschko (* 15. November 1910), der am Ende des Deutsch-Sowjetischen Krieges Kompaniechef in der Roten Armee war, stammte von einem Bauernhof in der Oblast Tscherkassy.
Wolodymyr trat als junger Mann in die Luftstreitkräfte der Sowjetunion ein. Er wurde an der Militärischen Luftfahrtschule für Piloten in Frunse zum Ingenieur für flugtechnische Ausrüstung ausgebildet. Anschließend war er unter anderem in Kirgisistan, Kasachstan, der Ukraine und der ČSSR stationiert und diente als Militärattaché in der DDR. Sein letzter Dienstgrad war Oberst. Nach dem Zerfall der Sowjetunion wurde er Offizier der ukrainischen Luftstreitkräfte und diente dort zuletzt im Rang eines Generalmajors der Ukrainischen Streitkräfte als Militärattaché bei der ukrainischen Botschaft in Deutschland und der NATO.
Als sich 1986 die Nuklearkatastrophe von Tschernobyl ereignete, war Klytschko auf einem etwa 60 Kilometer entfernten Militärflugplatz stationiert und nahm als einer der Kommandeure der Basis unmittelbar nach dem Bekanntwerden der Katastrophe an der Liquidation der Folgen des Unfalls teil.
Klytschko starb 64-jährig in Kiew an Lymphdrüsenkrebs, wohl als Spätfolge seines Einsatzes in Tschernobyl. Der Generalmajor wurde mit allen militärischen Ehren auf dem Dorffriedhof von Hnidyn im Rajon Boryspil bestattet, vierzig Kilometer südöstlich vom Kiewer Stadtzentrum.

## Familie
Wolodymyr Klytschko war mit Nadija Uljaniwna Klytschko verheiratet. Sie sind die Eltern der Boxweltmeister Witalij (Vitali) und Wolodymyr Klytschko (Wladimir Klitschko).

## Ehrungen
- 2009: St.-Stanislaus-Orden der Ukraine 3. Klasse[4]